# 男儿王
《男儿王》（英語：Number 1）是一部2020年新加坡华语音乐喜剧剧情片。本片讲述一名中年男子突然被公司裁退，到处找不到工作，为了生计，误打误撞成为夜总会“变装皇后”。
本片由王国燊执导；李國煌主演，于2020年10月22日在新加坡上映；2021年2月10日在台湾上映。
本片在第57屆金馬獎入围2项提名，获得最佳造型设计奖，而李国煌入围最佳男主角奖。

## 剧情简介
一名中年主管（曹啟明）突然被公司裁退，四处找不到工作。剛買了新房，老婆肚子裡又有一個未出世的孩子，为了家里生计的他，試著工作媒合，最後只有「男兒王」願意聘用他。在一次机缘巧合下，他被迫变装上台演出，载歌载舞，结果一鸣惊人，成了本店招牌“变装皇后”。他的搞笑故事会怎样收场？

## 演员列表
- 李國煌
- 薛素珊
- 吉娜
- 赖宇涵
- Kiwebaby
- 陈日成
- 谢仁惠
- 陈俊权
- 程旭辉
- 谢颖泽
- 荘薇霓

#### 客串
- Happy Polla
- Kumar古玛（英语：Kumar (Singaporean entertainer)）

## 制作、发行
本片由新加坡导演王国燊的第4部执导作品。本地艺人Jaspers赖宇涵是本片的原创人和联合编剧。主演李国煌是新加坡和馬來西亞一帶家喻户晓的搞笑天王之一。其他饰演变装皇后的男演员包括来自台湾的张承喜（Kiwebaby）和新马班底赖宇涵、陈日成、谢仁惠以及“傻豹”陈俊权。女演员则有薛素珊、吉娜和荘薇霓。
本片于2020年10月22日在新加坡院线上映。

## 獎項及提名
本片于2020年11月颁发的第57届金馬獎入围2个奖项，包括最佳男主角獎和最佳造型设计奖，并获得最佳造型设计奖。
| 類別   | 頒獎日期       | 獎項         | 名字                | 結果 | 參考  |
| ------ | -------------- | ------------ | ------------------- | ---- | ----- |
| 金馬獎 | 2020年11月21日 | 最佳男主角   | 李國煌              | 提名 | [ 7 ] |
| 金馬獎 | 2020年11月21日 | 最佳造型設計 | 郭子勝、Azni Samdin | 獲獎 | [ 7 ] |